# Zentrum für Psychiatrie Calw – Klinikum Nordschwarzwald
Das Zentrum für Psychiatrie Calw – Klinikum Nordschwarzwald ist ein psychiatrisches Krankenhaus auf der Gemarkung des Calwer Stadtteils Hirsau, in Höhenlage zwischen Hirsau und Oberreichenbach-Oberkollbach. Es wurde 1975 eröffnet.

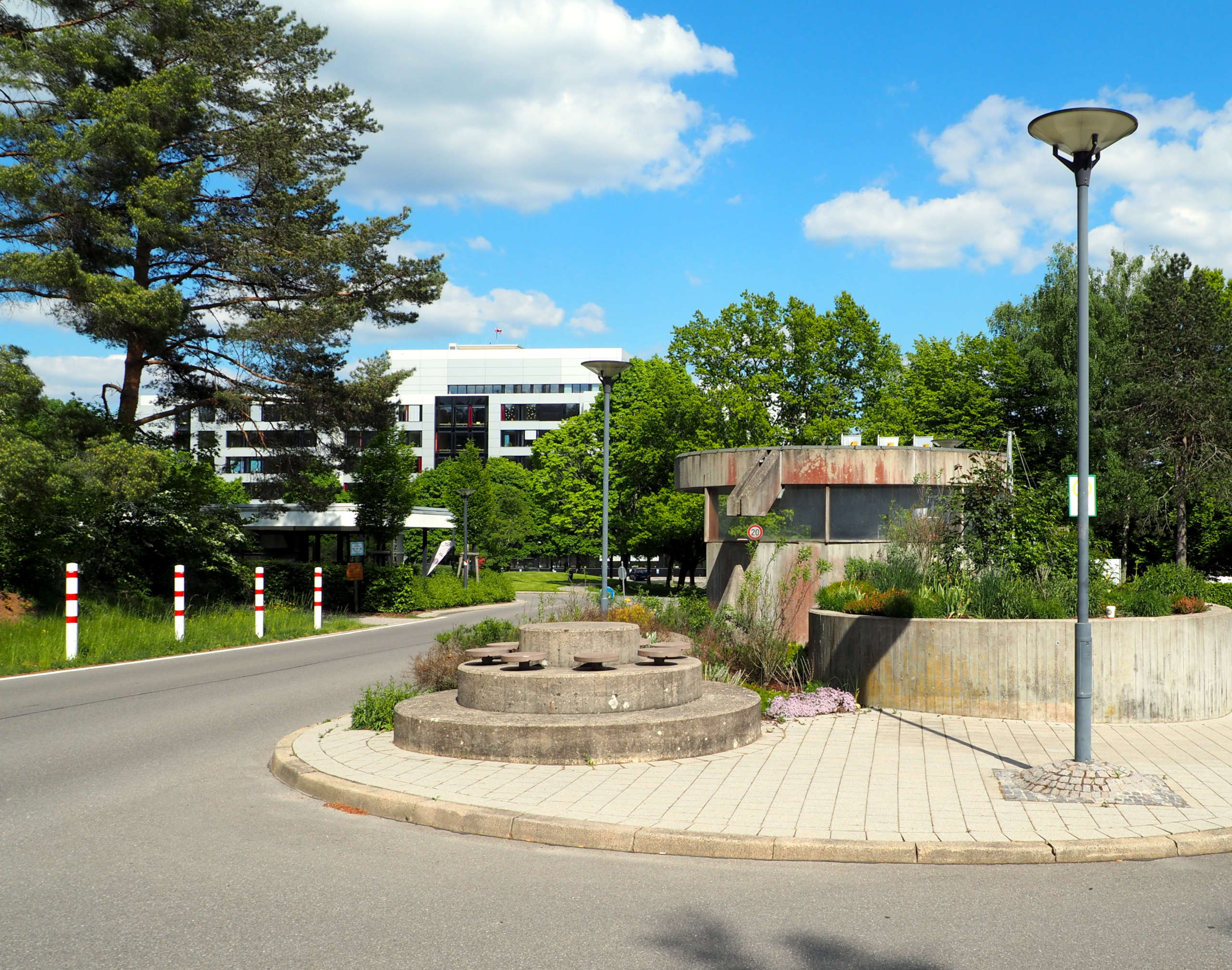
Einfahrt

## Geschichte
Die Gründung geht auf einen Beschluss der Landesregierung von Baden-Württemberg zurück. Dieser wurde am 15. März 1962 verabschiedet, mit der Begründung, dass mit einer Landesklinik die psychiatrische Versorgung der Bevölkerung zwischen Karlsruhe und Stuttgart verbessert werden sollte. Die Suche dauerte mehrere Jahre; schließlich wurde man im Lützenhardter Hof, einer ehemaligen Staatsdomäne, fündig.
Im Jahr 1968 wurde mit der Erschließung des Geländes begonnen, am 10. Juli 1970 erfolgte die Grundsteinlegung. Ursprünglich vorgesehen war ein Großklinikum mit 1050 Betten. Aufgrund der Ergebnisse der Psychiatrie-Enquête musste die Klinikgröße jedoch um über 50 % erheblich reduziert werden. Der Betrieb von zunächst zwei Stationen begann am 27. Januar 1975.
Die Landesklinik Nordschwarzwald war zunächst ein landeseigener Betrieb und unterstand dem Landesministerium für Arbeit, Gesundheit, Familie und Sozialordnung. Am 1. Januar 1996 wurde das Klinikum eine Anstalt des öffentlichen Rechts und firmierte zunächst als Zentrum für Psychiatrie Calw (ZfP Calw). Ein halbes Jahr später erhielt die Landesklinik einen Geschäftsführer, der auch gleichzeitig die Leitung des Zentrums für Psychiatrie Winnenden innehatte. Im November 1999 wurde die Geschäftsführung mit den Zentren für Psychiatrie Emmendingen und Reichenau zusammengelegt. Im Jahr 2006 wurde durch den Aufsichtsrat eine Umbenennung von Landesklinik Nordschwarzwald in den heutigen Namen Klinikum Nordschwarzwald vollzogen.

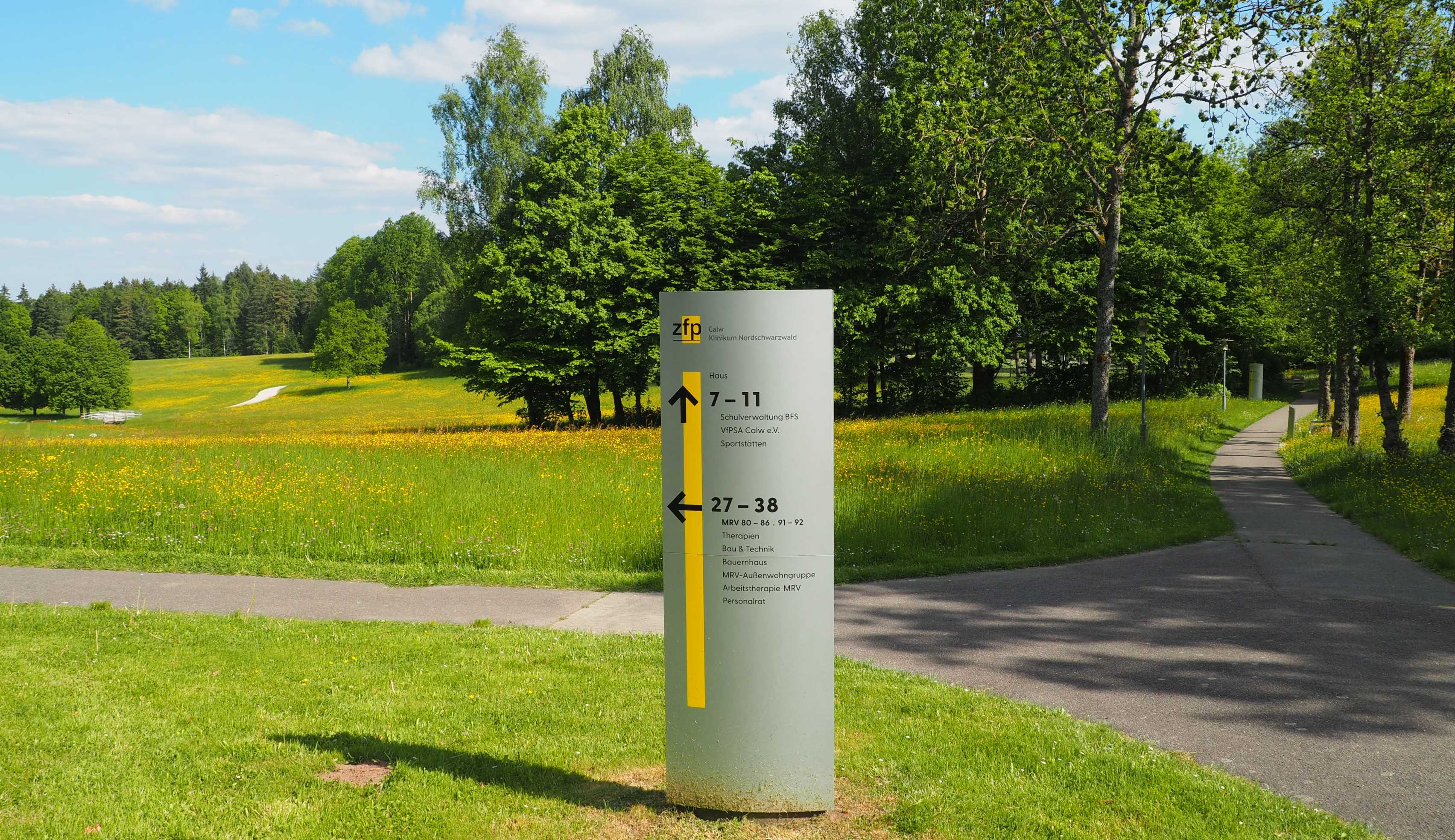
Zur Klinik gehört ein weitläufiger Park.

Die ursprünglich vorhandene neurologische Abteilung wurde 2009 ans Krankenhaus Calw abgegeben.

## Das Klinikum heute
Das Klinikum verfügt über 437 Betten in sieben medizinischen Abteilungen. Zu den Angeboten gehören u. a. Schlafambulanz, Maßregelvollzug sowie Gesundheits- und Krankenpflegeschule.
Die psychiatrische Ambulanz und die Tagesklinik für Kinder und Jugendliche befinden sich seit Ende 2024 auf dem stadtnäheren Gesundheitscampus Calw.
Als Außenstellen betreibt das Klinikum zudem je eine Tagesklinik für Psychiatrie und Psychotherapie in Böblingen mit 40 Plätzen, in Pforzheim mit 30 Plätzen sowie in Leonberg. Auch die Tagesklinik für Kinder- und Jugendpsychiatrie und -psychotherapie in Böblingen mit 24 Plätzen wird vom Klinikum Nordschwarzwald betrieben.

Seit einem Bildhauersymposium 1989 sind um die Klinik einige Kunstwerke aufgestellt.

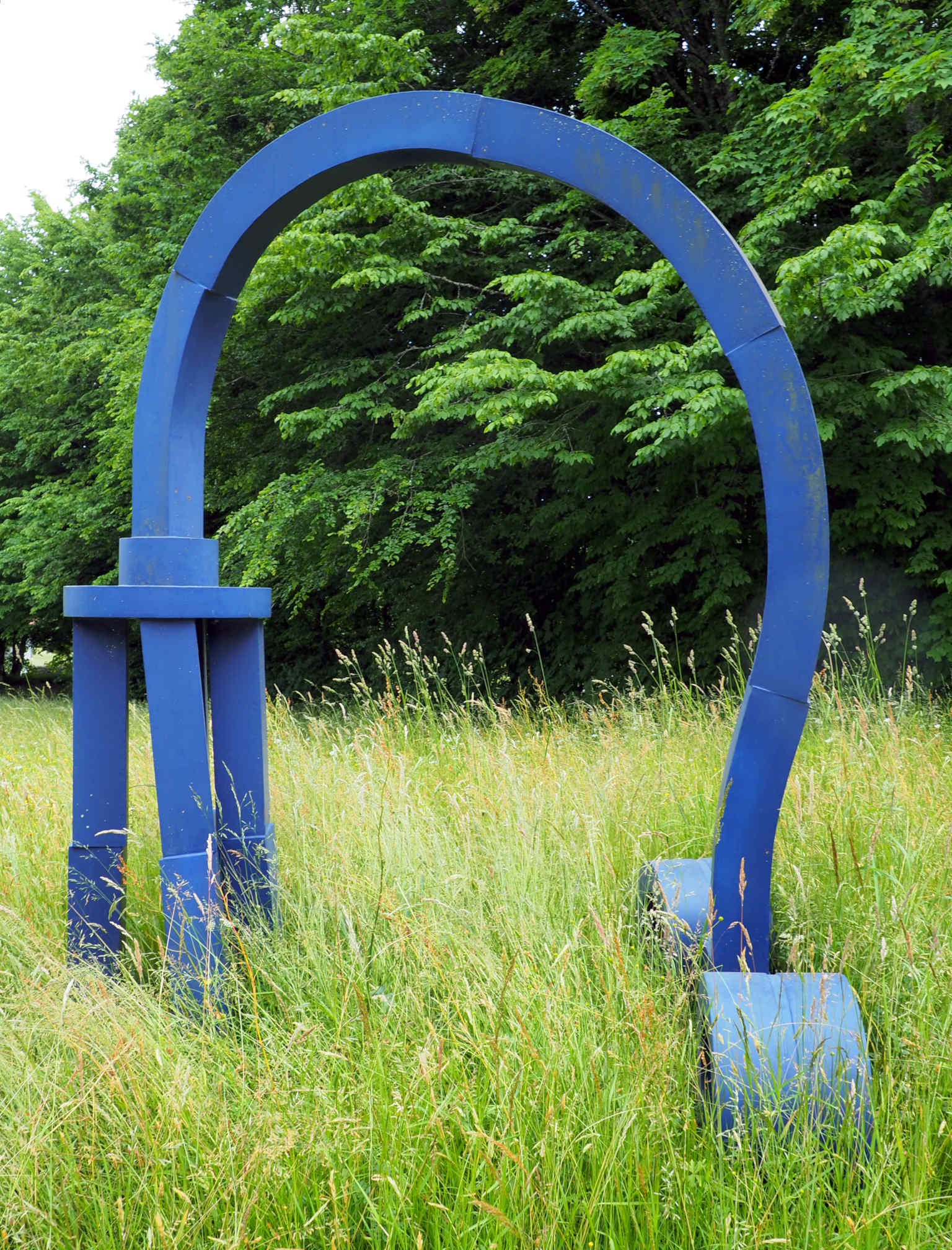
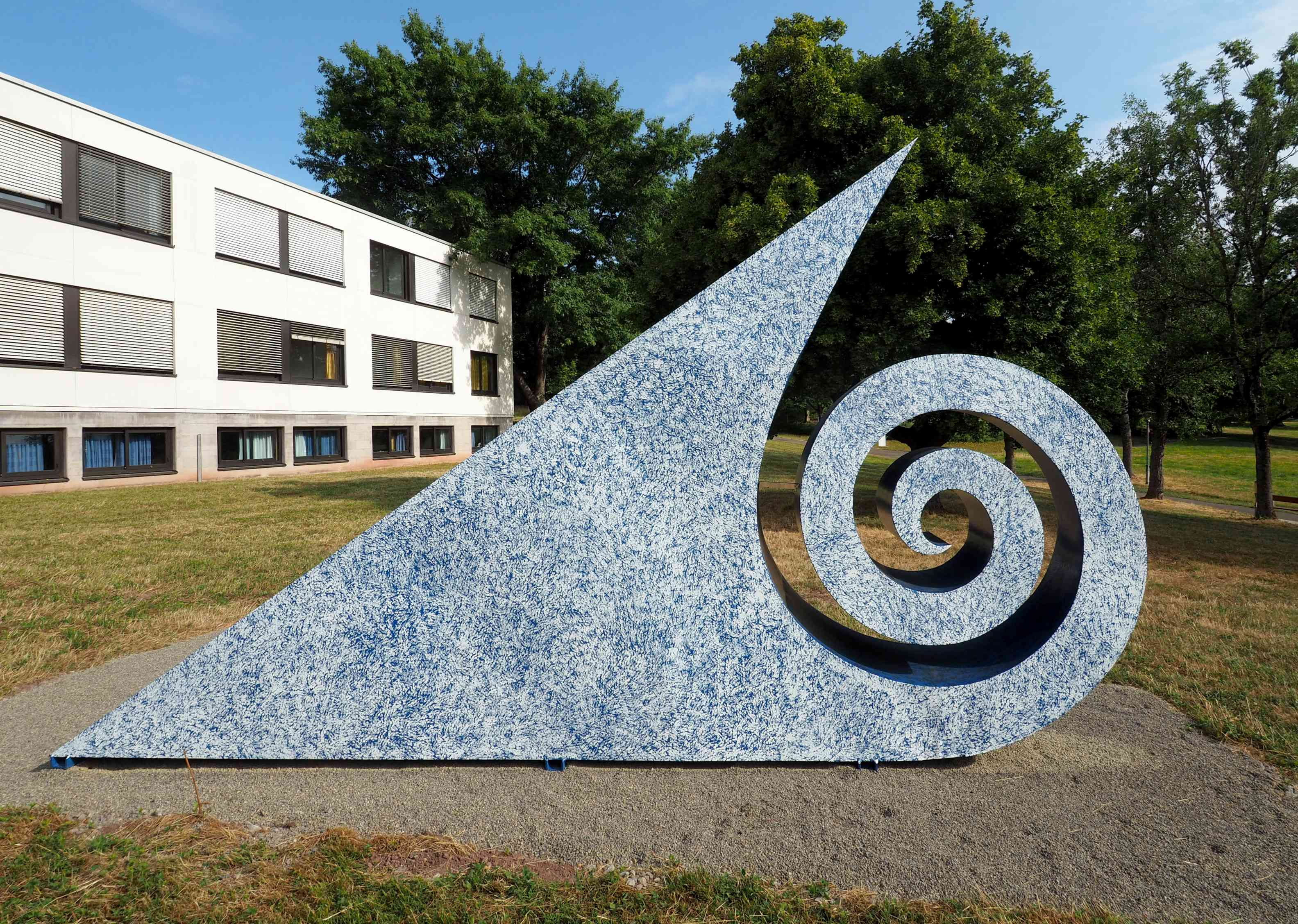
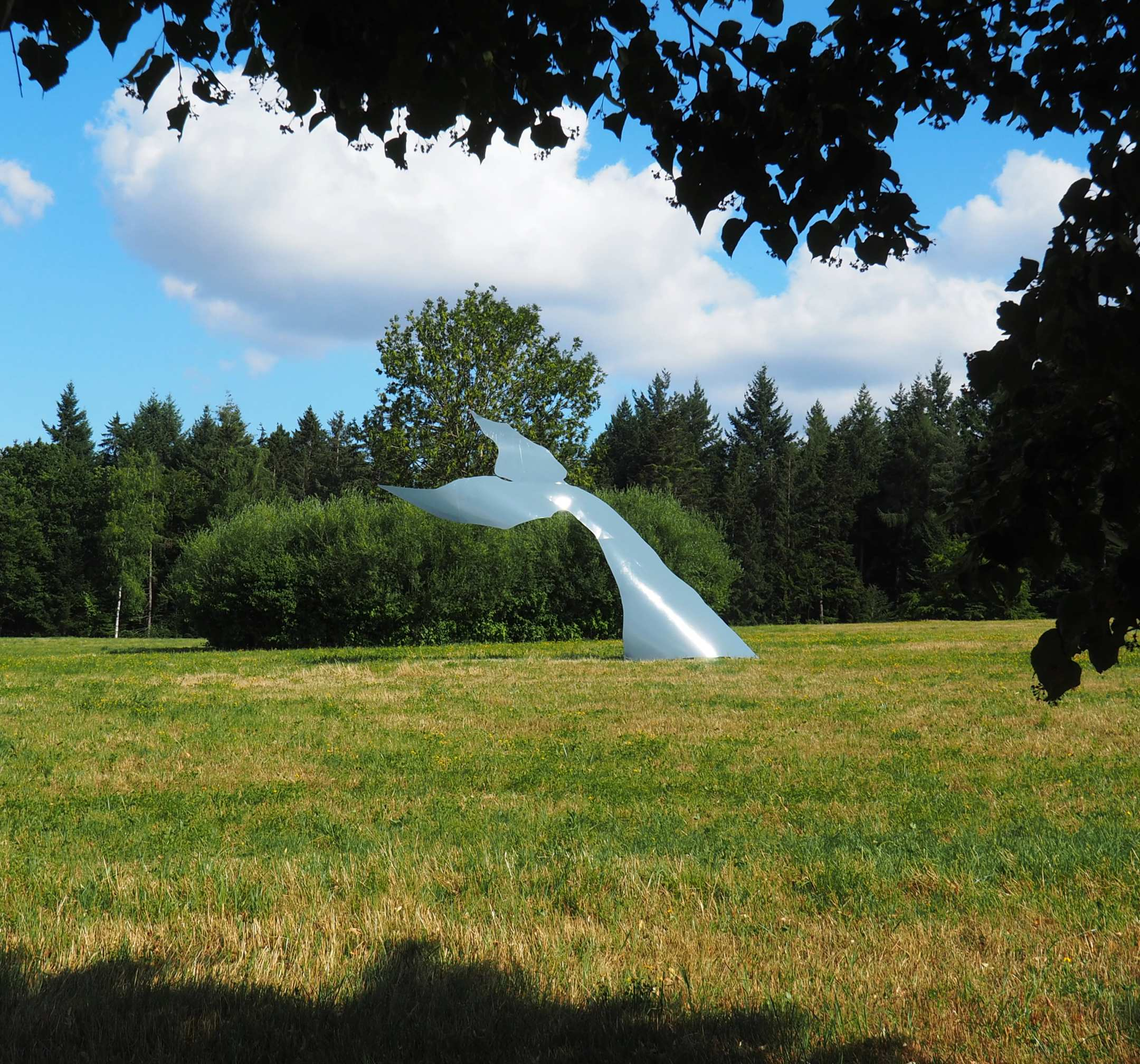
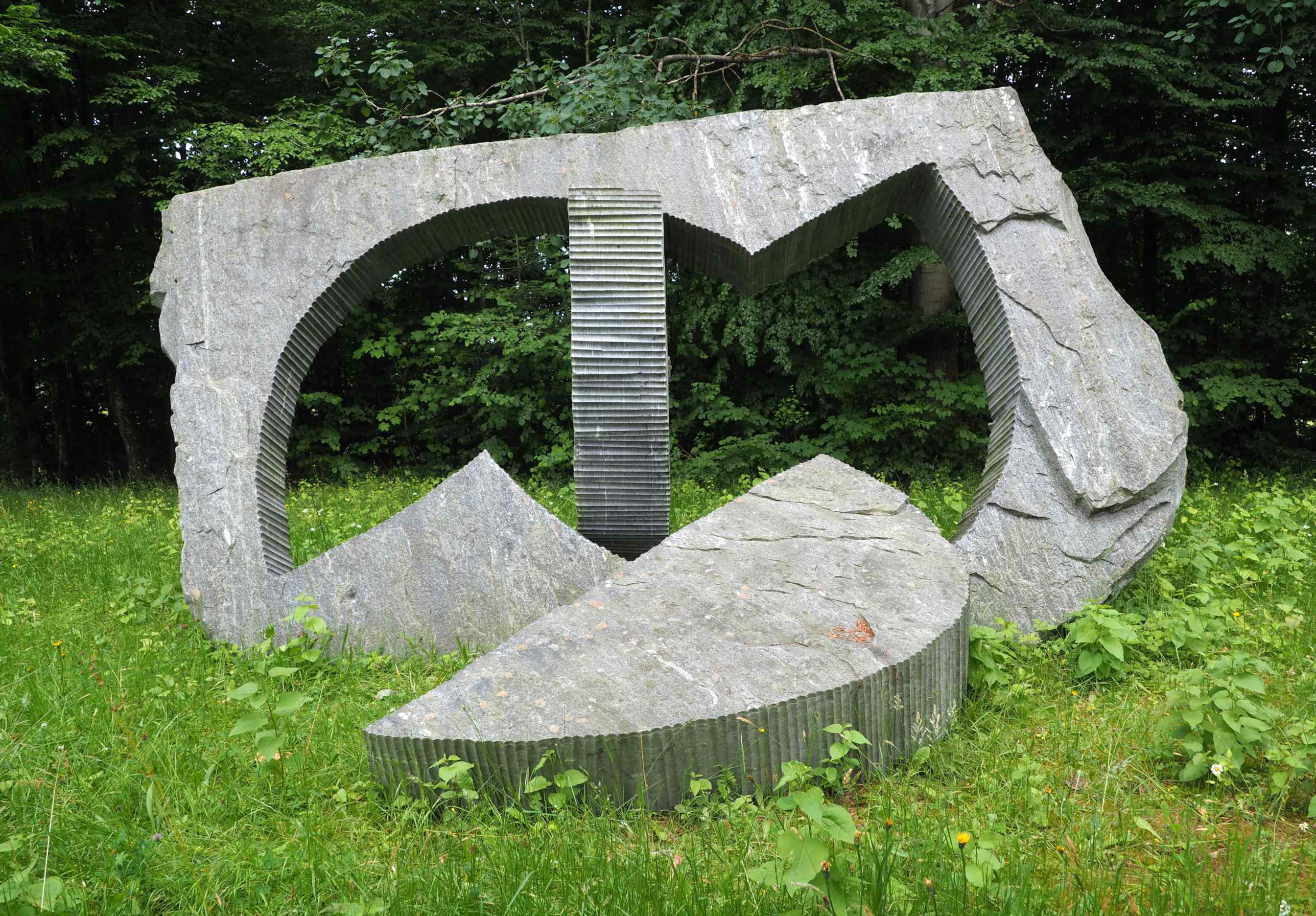